# Desafio de Ciclismo Padre José de Anchieta
O Desafio de Ciclismo Padre José de Anchieta é uma competição ciclística profissional de estrada disputada anualmente durante o mês de junho como uma prova de um dia no Espírito Santo, Brasil. A prova existe tanto para a elite masculina como a feminina do ciclismo nacional, além das categorias juniores e masters.
Foi organizado pela primeira vez em 2012, já estreando no calendário nacional de ciclismo na classe 3, a mais alta para provas de um dia. A prova foi realizada em um percurso de 63 quilômetros entre Vitória e Anchieta. O uruguaio Héctor Figueras tornou-se o primeiro campeão da prova, cruzando a linha de chegada com o tempo de 1 hora e 42 minutos. Além dos prêmios para os primeiros colocados, há um prêmio para o melhor atleta capixaba na prova.

## Vencedores

### Masculino
| Ano  | Vencedor        | Segundo lugar | Terceiro lugar          |
| ---- | --------------- | ------------- | ----------------------- |
| 2012 | Héctor Figueras | Fabiele Mota  | Michel Fernández García |
| 2013 | Fabiano Mota    | Fabiele Mota  | Maicke Monteiro         |

### Feminino
| Ano  | Vencedor         | Segundo lugar     | Terceiro lugar |
| ---- | ---------------- | ----------------- | -------------- |
| 2012 | Viviane Lourenço | Cristiane Pereira | Raquel Rhein   |
| 2013 | Gimena Stocco    | Soraya Soares     | Raquel Rhein   |